# Lage Raho Munna Bhai
Lage Raho Munna Bhai (hindi: लगे रहो मुन्ना भाई) är en indisk komedifilm från 2006 regisserad av Rajkumar Hirani efter ett manus av Abhijat Joshi.
Filmen är en uppföljare på Munna Bhai M.B.B.S. från 2003.

## Handling
Munna har förälskat sig igen, men för att vinna flickan den här gången måste han lära sig så mycket som möjligt om Mahatma Gandhi. Kunskapen han får förändrar honom mycket, och han vill förändra alla runt omkring honom.

## Rollista
- Sanjay Dutt – Murli Prasad Sharma (Munna)
- Arshad Warsi – Circuit
- Vidya Balan – Jhanvi
- Boman Irani – Lucky Singh
- Dilip Prabhavalkar – Mahatma Gandhi
- Diya Mirza – Simran
- Kulbhushan Kharbanda – Kkhurana
- Saurabh Shukla – Batuk Maharaj
- Jimmy Shergill – Victor D'Souza
- Parikshat Sahni – Victors mamma
- Abhishek Bachchan – spöke